# Lafi
 (juillet 2025).
Motif : Sources attestant de la notoriété ?
- Archive Wikiwix
- Bing
- Cairn
- DuckDuckGo
- E. Universalis
- Gallica
- Google
- G. Books
- G. News
- G. Scholar
- Persée
- Qwant
- (zh) Baidu
- (ru) Yandex

| 1. | Préciser le motif de la pose du bandeau. | Précisez le motif de la pose du bandeau en utilisant la syntaxe suivante : {{admissibilité à vérifier\|date=août 2025\|motif=remplacez ce texte par le motif}}            |
| 2. | Informer les utilisateurs concernés.     | Pensez à avertir le créateur de l'article, par exemple, en insérant le code ci-dessous sur sa page de discussion : {{subst:avertissement admissibilité à vérifier\|Lafi}} |

 (juin 2025).
 (juin 2025).
 (juin 2025).
La mise en forme du texte ne suit pas les recommandations de Wikipédia : il faut le « wikifier ».
Les points d'amélioration suivants sont les cas les plus fréquents :
- Les titres sont pré-formatés par le logiciel. Ils ne sont ni en capitales, ni en gras.
- Le texte ne doit pas être écrit en capitales (les noms de famille non plus), ni en gras, ni en italique, ni en « petit »…
- Le gras n'est utilisé que pour surligner le titre de l'article dans l'introduction, une seule fois.
- L'italique est rarement utilisé : mots en langue étrangère, titres d'œuvres, noms de bateaux, etc.
- Les citations ne sont pas en italique mais en corps de texte normal. Elles sont entourées par des guillemets français : « et ».
- Les listes à puces sont à éviter, des paragraphes rédigés étant largement préférés. Les tableaux sont à réserver à la présentation de données structurées (résultats, etc.).
- Les appels de note de bas de page (petits chiffres en exposant, introduits par l'outil «  Source ») sont à placer entre la fin de phrase et le point final[comme ça].
- Les liens internes (vers d'autres articles de Wikipédia) sont à choisir avec parcimonie. Créez des liens vers des articles approfondissant le sujet. Les termes génériques sans rapport avec le sujet sont à éviter, ainsi que les répétitions de liens vers un même terme.
- Les liens externes sont à placer uniquement dans une section « Liens externes », à la fin de l'article. Ces liens sont à choisir avec parcimonie suivant les règles définies. Si un lien sert de source à l'article, son insertion dans le texte est à faire par les notes de bas de page.
- La présentation des références doit suivre les conventions bibliographiques. Il est recommandé d'utiliser les modèles {{Ouvrage}}, {{Chapitre}}, {{Article}}, {{Lien web}} et/ou {{Bibliographie}}. Le mode d'édition visuel peut mettre en forme automatiquement les références.
- Insérer une infobox (cadre d'informations à droite) n'est pas obligatoire pour parachever la mise en page.

Pour une aide détaillée, merci de consulter Aide:Wikification.
Si vous pensez que ces points ont été résolus, vous pouvez retirer ce bandeau et améliorer la mise en forme d'un autre article.
Eau Lafi est une eau minérale naturelle produite au Burkina Faso. Elle fait partie de la gamme de produits de la Société de distribution de boissons (SODIBO) et produite par la Brasserie du Burkina (Brakina). 

## Source
L'Eau Lafi prend sa source dans un site de la ville de Bobo-Dioulasso situé à l'Ouest du Burkina Faso. Elle est extraite d'une nappe souterraine à 180 m de profondeur. 

## Historique
L'Eau minérale Lafi est produite par la Brasserie du Burkina (Brakina) et distribuer par la Société de distribution de boissons (SODIBO). Elle a été lancée en 1986 et mise sur le marché en 1987. C'est l'une des premières Eau minérale du Burkina Faso.   

## Composition
- Eau

### Minéralisation
Les caractéristiques moyennes contenus dans un litre d'eau Lafi ,: 
| Calcium CA++      | 2,00mg/1  |
| Magnésium MG++    | 0,70mg/1  |
| Potassium K+      | 0,24mg/1  |
| Sodium Na+        | 1,00mg/1  |
| Bicarbonate HCO3- | 12,00mg/1 |
| Sulfate S04-      | 1,00mg/1  |
| Silice SiO2-      | 15,40mg/1 |
| Nitrate NO3-      | Absent    |

## Gamme et conditionnement
La marque Lafi dispose de deux produits dans sa gamme notamment l'Eau minérale naturelle conditionné dans des bouteilles de 150 cl et 50 cl. 
Mais aussi, d'une Eau minérale gazéifié lancée en 2024 et qui sera bientôt disponible dans des verres consignés de 50 cl.

## Activités connexes
Pour répondre à ses responsabilités sociales ; l'Eau minérale Lafi accompagne plusieurs activités d'ordre sociale et sportive. Elle est sponsor de la course Lafi 10 Km de Ouaga; un marathon organisé chaque année. 